# Speedski-Weltcup 2008
Der Speedski-Weltcup 2008 begann am 2. Februar 2008 in Vars und endete am 17. April 2008 in Verbier. Den Gesamtweltcup bei den Männern gewann der Italiener Ivan Origone. Bei den Frauen war die Schwedin Sanna Tidstrand erfolgreich.

## Weltcupwertung
| Rang | Athlet           | Punkte |
| ---- | ---------------- | ------ |
| 1    | Ivan Origone     | 632    |
| 2    | Simone Origone   | 560    |
| 3    | Philippe May     | 392    |
| 4    | Bastien Montes   | 314    |
| 5    | Jukka Viitasaaru | 250    |
| 6    | Daniel Persson   | 191    |
| 7    | Michel Goumoëns  | 176    |
| 8    | Merijn Wunderink | 154    |
| 9    | Ismael Devenes   | 144    |
| 10   | Ross Anderson    | 117    |

| Rang | Athletin            | Punkte |
| ---- | ------------------- | ------ |
| 1    | Sanna Tidstrand     | 160    |
| 2    | Karine Dubouchet    | 125    |
| 3    | Elena Banfo         | 103    |
| 4    | Linda Baginski      | 45     |
| 4    | Liss-Anne Pettersen | 45     |
| 6    | Jaana Viitasaari    | 40     |
| 7    | Antonia Fager       | 36     |
| 8    | Tomoko Shimbo       | 26     |
| 9    | Lisa Hovland-Udén   | 19     |
| 9    | Sarah McDiarmid     | 19     |

## Podestplatzierungen Herren
| Datum           | Ort         | 1. Platz       | 2. Platz         | 3. Platz         |
| --------------- | ----------- | -------------- | ---------------- | ---------------- |
| 2. Februar 2008 | Vars        | Ivan Origone   | Simone Origone   | Bastien Montes   |
| 6. März 2008    | Sun Peaks   | Ivan Origone   | Simone Origone   | Philippe May     |
| 7. März 2008    | Sun Peaks   | Ivan Origone   | Philippe May     | Simone Origone   |
| 27. März 2008   | Salla       | Ivan Origone   | Simone Origone   | Jukka Viitasaaru |
| 28. März 2008   | Salla       | Ivan Origone   | Simone Origone   | Philippe May     |
| 1. April 2008   | Hundfjället | Ivan Origone   | Simone Origone   | Jukka Viitasaaru |
| 17. April 2008  | Verbier     | Simone Origone | Jukka Viitasaaru | Philippe May     |

## Podestplatzierungen Damen
| Datum           | Ort         | 1. Platz            | 2. Platz         | 3. Platz         |
| --------------- | ----------- | ------------------- | ---------------- | ---------------- |
| 2. Februar 2008 | Vars        | Karine Dubouchet    | Elena Banfo      | Sanna Tidstrand  |
| 6. März 2008    | Sun Peaks   | Sanna Tidstrand     | Elena Banfo      | Karine Dubouchet |
| 7. März 2008    | Sun Peaks   | Liss-Anne Pettersen | Sanna Tidstrand  | Karine Dubouchet |
| 27. März 2008   | Salla       | Sanna Tidstrand     | Jaana Viitasaari | Karine Dubouchet |
| 28. März 2008   | Salla       | Sanna Tidstrand     | Jaana Viitasaari | Karine Dubouchet |
| 1. April 2008   | Hundfjället | Sanna Tidstrand     | Karine Dubouchet | Elena Banfo      |
| 17. April 2008  | Verbier     | Sanna Tidstrand     | Karine Dubouchet | Elena Banfo      |